# 1991年の航空
< 1991年
1990年の航空 - 1991年の航空 - 1992年の航空

## 航空に関する出来事

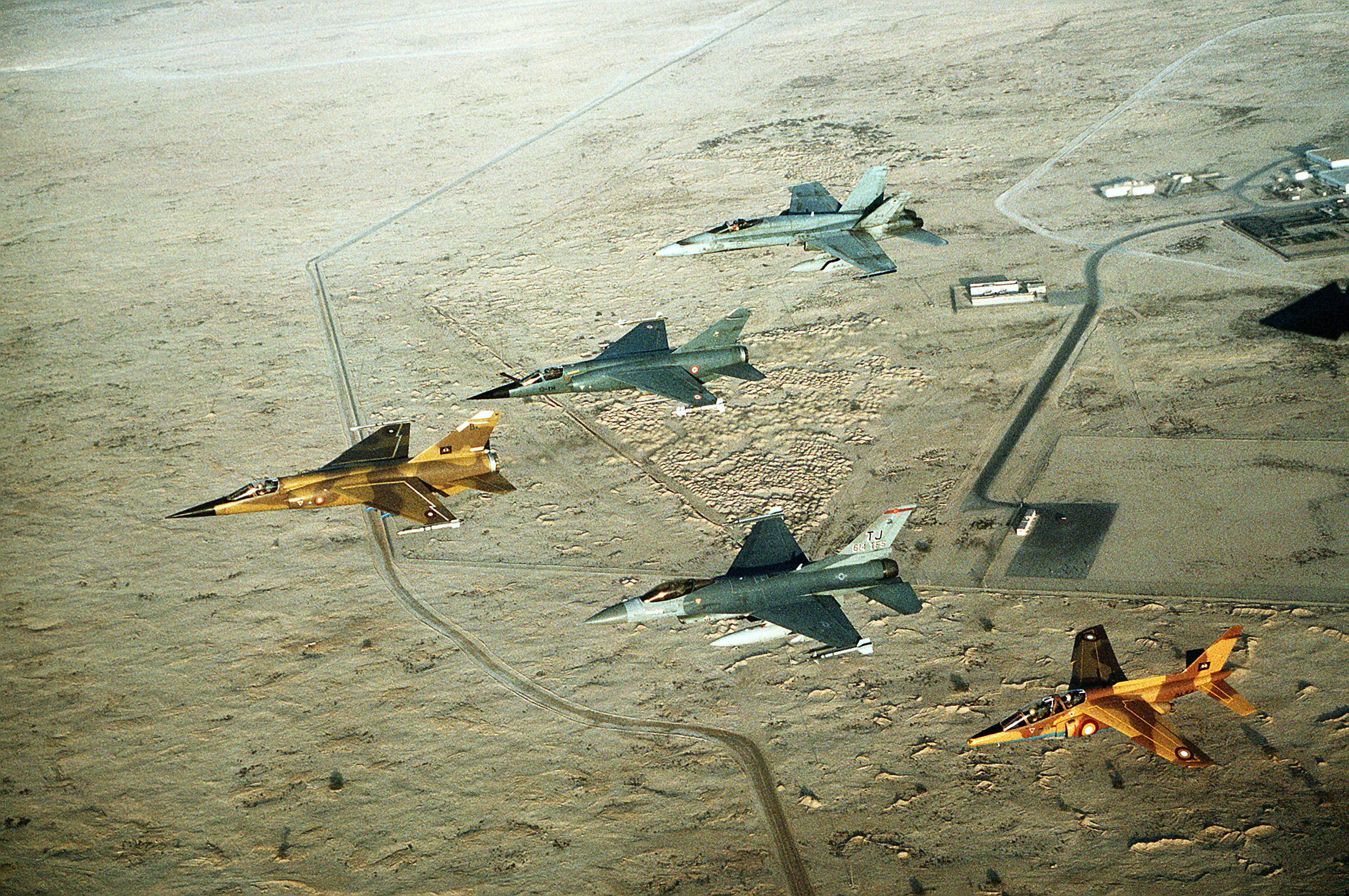
湾岸戦争の多国籍軍の編隊

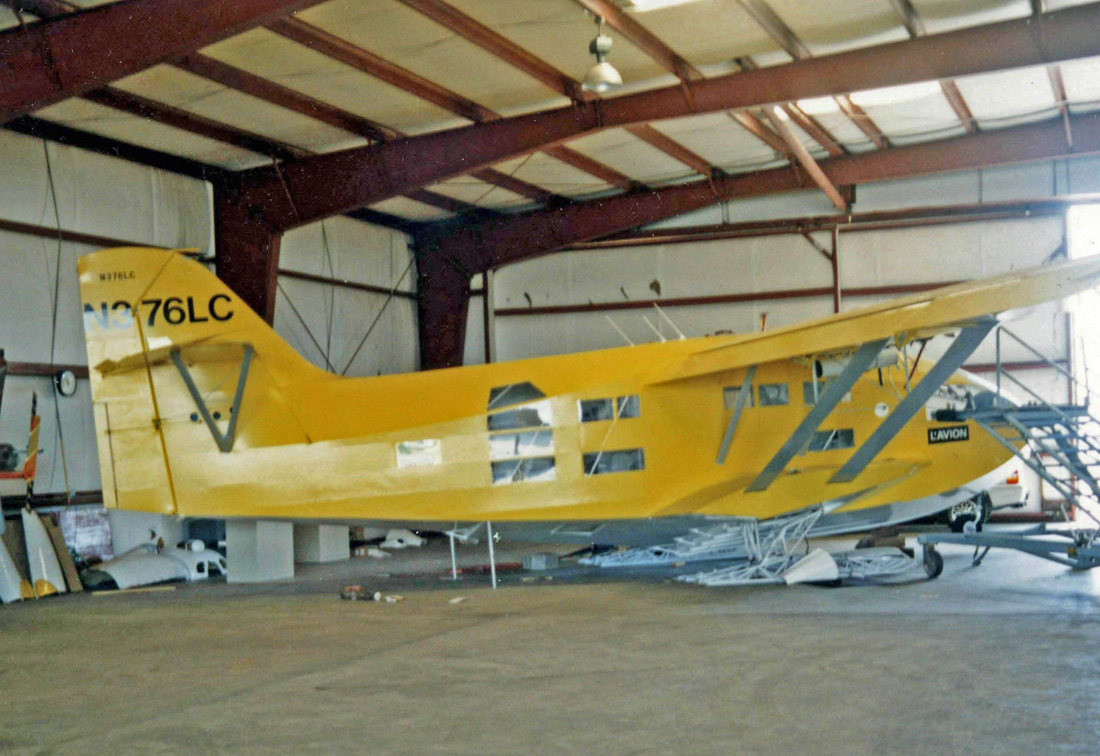
ウィルソン グローバル・エクスプローラー

- 1月16日 - 湾岸戦争で、多国籍軍がイラクを爆撃する「砂漠の嵐」作戦が開始された。
- 1月18日 - アメリカ合衆国の航空会社、イースタン航空が運行停止。64年余りの歴史に幕を閉じた。
- 1月16日～18日 - リチャード・ブランソンとペール・リンドストランドが搭乗した熱気球、ヴァージン・パシフィック・フライヤー号が、日本の都城市を離陸し、カナダのイエローナイフの凍湖に着陸した。この飛行で10,878kmの最長飛行記録や395km/hの速度記録などを樹立した
- 2月28日 - 湾岸戦争が終結した。
- 4月4日 - 水陸両用の探検用飛行機　ウィルソン グローバル・エクスプローラーが初飛行した。
- 4月27日 - ユーロコプターのヘリコプター、EC-665ティーガーが初飛行した。
- 5月10日 - カナダの旅客機、ボンバルディア CRJが初飛行した。
- 5月24日 - 14,200人のエチオピア系ユダヤ人を、25時間でイスラエルに空輸する「ソロモン作戦」が行われ、エル・アル航空のボーイング747は1度に1087人の乗客を運んだ。
- 5月31日 - スイスの輸送機、ピラタス PC-12が初飛行した。
- 9月15日 - マクドネル・ダグラスC-17 グローブマスターIIIが初飛行した。
- 10月25日 - エアバスA340-300が初飛行した。
- 12月4日 - パンアメリカンワールドエアラインズ（パンアメリカン航空）が操業停止。財政難により、73年の歴史を閉じた。
- 12月23日 - アメリカ合衆国のヘリコプター、カマン K-MAXが初飛行した。
- 1991年 - ユーゴスラビアの航空技術研究所（Vazduhoplovno Tehnicki Institut：VTI）で設計されたクリップトデルタ翼＝カナード型の第4世代の超音速マルチロール機、ノヴィ・アヴィオンの開発がユーゴスラビア社会主義連邦共和国の分裂によって中止された。

## 1991年に初飛行した機体の画像

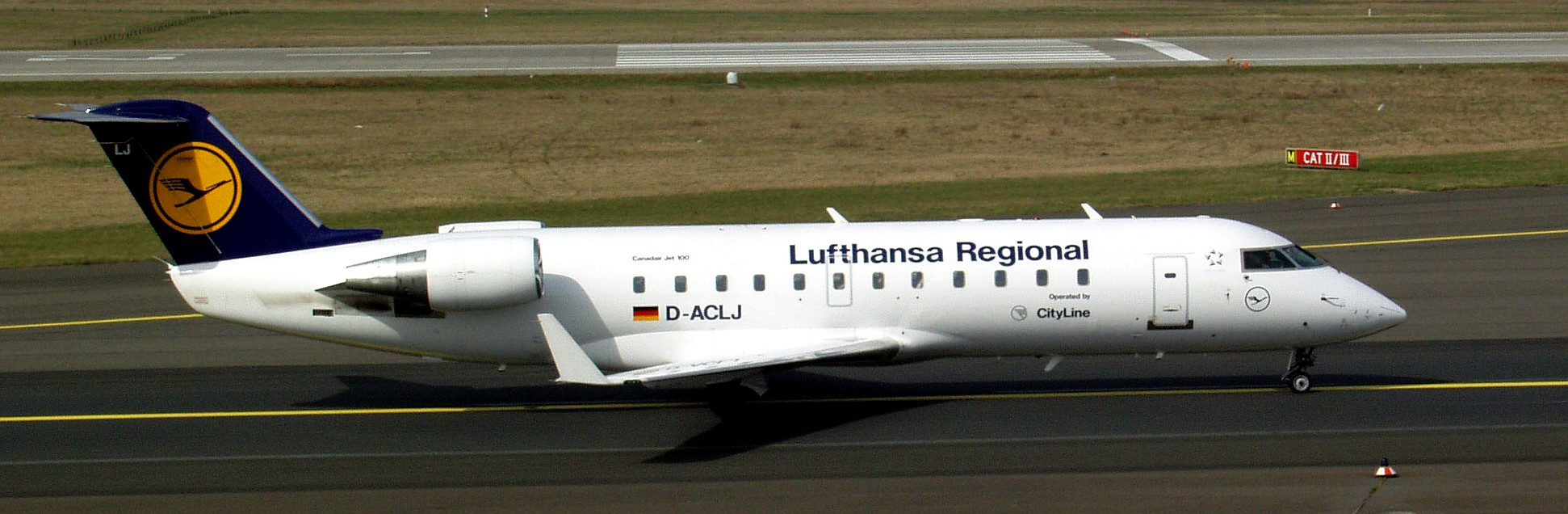
ボンバルディア CRJ （5月10日）
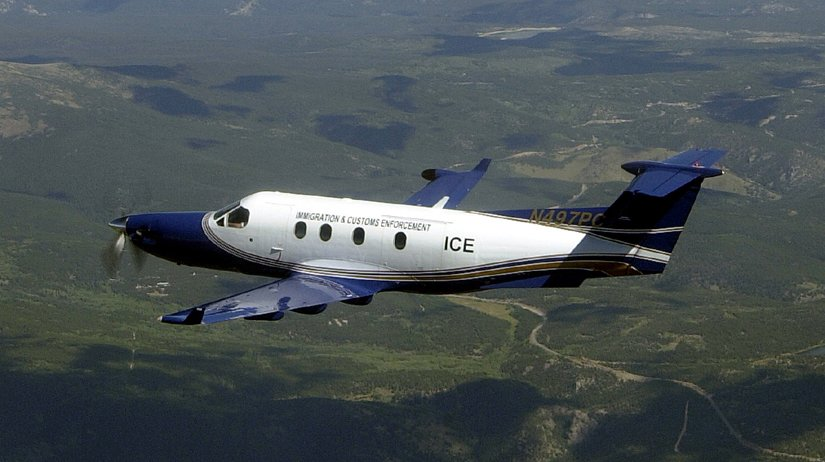
ピラタス PC-12 （5月31日）
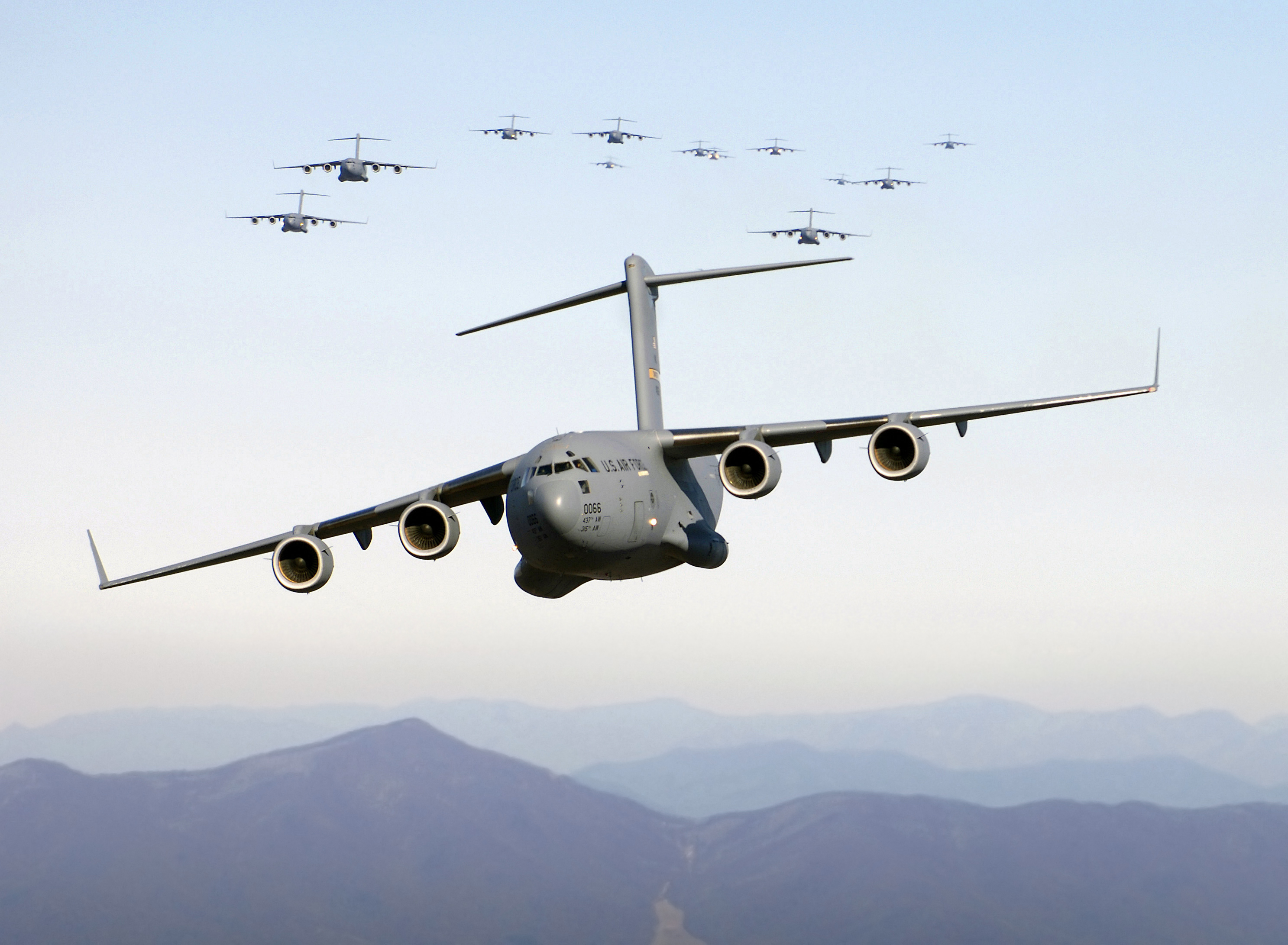
マクドネル・ダグラス C-17 （9月15日）
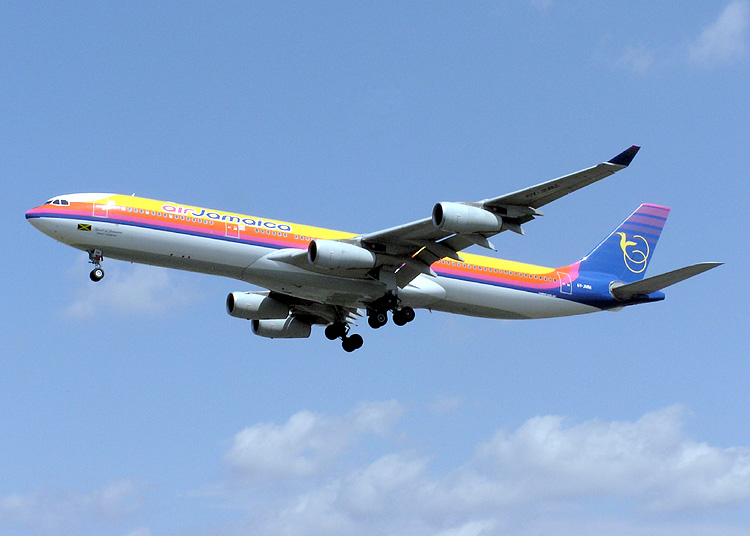
エアバスA340-300 （10月25日）

## 航空に関する賞の受賞者
- FAI・ゴールド・エア・メダル：Kyung O Kim
- イギリス飛行クラブ金賞：リチャード・ブランソン、ペール・リンドストランド